# Japan Open Tennis Championships 1989
Il Japan Open Tennis Championships 1989 è stato un torneo di tennis giocato sul cemento. 
È stata la 17ª edizione del Japan Open Tennis Championships, che fa parte della categoria del Nabisco Grand Prix 1989 e della Tier IV nell'ambito del WTA Tour 1989. 
Sia il torneo maschile che quello femminile si sono giocati al Ariake Coliseum di Tokyo in Giappone, dal 17 al 23 aprile 1989.

## Campioni

### Singolare maschile
Stefan Edberg ha battuto in finale  Ivan Lendl con il punteggio di 6–3, 2–6, 6–4

### Singolare femminile
Kumiko Okamoto ha battuto in finale  Elizabeth Smylie con il punteggio di 6–4, 6–2

### Doppio maschile
Ken Flach /  Robert Seguso hanno battuto in finale  Kevin Curren /  David Pate con il punteggio di 7–6, 7–6

### Doppio femminile
Jill Hetherington /  Elizabeth Smylie hanno battuto in finale  Ann Henricksson /  Beth Herr con il punteggio di 6–1, 6–3